# Jabol

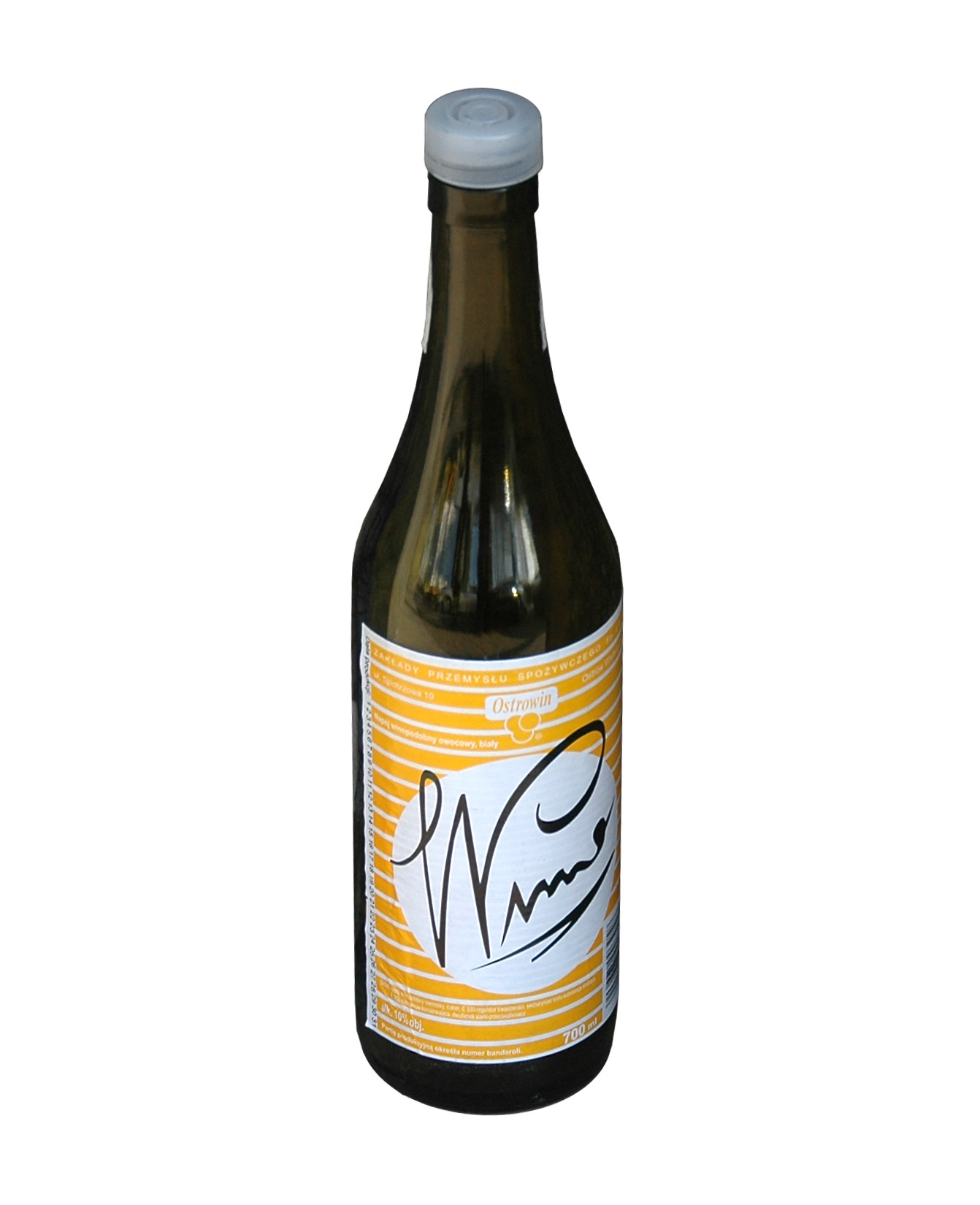
„Wino” marki Ostrowin – przykład jabola

Jabol (także: alpaga, bełt, jabcok, mamrot, pryta, siara, wino marki wino, wino patykiem pisane, żur i in.) – potoczne określenie taniego wina owocowego niskiej jakości, najczęściej jabłkowego lub wiśniowego.

## Geneza i nazewnictwo
Pierwsze napoje wyskokowe określane jako tanie wino pojawiły się w Polsce w latach 60 lub 70 XX wieku. Ich produkcja wiązała się ze zwiększonym zapotrzebowaniem na wina owocowe, które w czasach Polski ludowej były często jedyną alternatywą dla normalnego wina z winogron, będącego wówczas towarem trudno dostępnym przez wzgląd na konieczność jego importu z zagranicy (najczęściej z krajów demokracji ludowej) oraz zaniechanie krajowych upraw winorośli.
Produkcja taniego wina odbywała się w państwowych zakładach przemysłu spożywczego, takich jak fabryka w Ostrowie Wielkopolskim, czy na mniejszą skalę w obiektach PGR-u. Niska cena, duża dostępność, a także niepodleganie produkcji wina pod jurysdykcje Polmosu oraz niewystarczające dla zaspokojenie potrzeb możliwości przemysłu browarniczego sprawiały, że w latach osiemdziesiątych tanie wina stały się najpopularniejszym napojem alkoholowym niskoprocentowym w Polsce.
Przemiany ustrojowe, jakie zaszły w Polsce po 1989 roku, przyniosły za sobą konieczność prywatyzacji zakładów produkcyjnych. W całym kraju powstało kilkadziesiąt prywatnych rozlewni tego rodzaju trunków, co wcale nie odbiło się negatywnie na ich popularności. Mimo to, napoje tego typu zaczęły konkurować z coraz bardziej dostępnym piwem oraz innymi napojami alkoholowymi, pojawiającymi się wskutek otwarcia polskiej gospodarki na rynki zachodnie. Wówczas pojawiły się także pierwsze tanie wina sprzedawane w opakowaniach plastikowych lub kartonowych (wcześniej jedynym opakowaniem były szklane butelki).
Od początku XXI wieku obserwuje się spadek popularności tzw. jaboli zarówno wśród konsumentów, jak i producentów. Powodem takiego stanu rzeczy jest, między innymi, spadek cen importu tanich win gronowych z regionów takich jak Gruzja, Mołdawia czy Węgry, a także gwałtowne odrodzenie się polskiego winiarstwa. Sytuację dodatkowo potęguje negatywne postrzeganie taniego wina w społeczeństwie, jako trunku stereotypowo kojarzonego z ubóstwem i marginalizacją.
Tanie wina produkowane są przez wiele różnych wytwórni w całej Polsce, różnią się znacznie pod względem składu i smaku, jedynym w zasadzie wyróżnikiem napojów tego typu jest ich niska cena. Słowo „jabol” niemal nigdy nie pojawia się na etykietce, na której zazwyczaj jest napisane „wino owocowe aromatyzowane słodkie/półsłodkie” z odpowiednim przymiotnikiem. Obecnie, w związku z odejściem wielu wytwórni od tradycyjnej technologii winiarskiej, występują często nazwy „napój winopodobny” lub „winopochodny”. Nazwą „jabol” określane bywają także napoje produkowane z soków owocowych i spirytusu, stąd występowanie nazwy „nalewka”; w większości przypadków jednak produkty nazywane „nalewką” są produktami fermentacyjnymi, przypominającymi raczej wino.
Mimo negatywnych skojarzeń z jabolami, polskie wina owocowe produkowane tradycyjną metodą fermentacji moszczu owocowego, uważane były przez fachowców za wina wysokiej jakości w swojej klasie, co zawdzięczały głównie dobrej jakości naturalnym surowcom oraz tradycyjnej technologii produkcji.

## Siarkowanie
Niekiedy o tanich winach mówi się, że są „siarkowane”, gdyż w procesie produkcji stosuje się dwutlenek siarki do stabilizacji moszczu, kończenia fermentacji i odkażania sprzętu (m.in. zbiorników fermentacyjnych). Duża zawartość dwutlenku siarki w tanich winach nie jest jedynie rodzajem legendy miejskiej. Zapach siarki spotykany jest często nawet w wysokiej jakości winach, przede wszystkim białych słodkich (np. mozelskich, sauternes, tokajskich, gdzie dawki dwutlenku siarki są szczególnie wysokie), a użycie tego związku chemicznego w procesie winifikacji jest powszechne. Nadużywanie dwutlenku siarki może być spowodowane m.in. używaniem niskiej jakości surowca (porażone pleśnią lub nadpsute owoce siarkuje się mocniej) lub problemem z zatrzymaniem procesu fermentacji przy odpowiednio wysokim poziomie cukru resztkowego. Kwaśny smak tanich win owocowych nie był jednak spowodowany użyciem zwiększonej ilości siarki, a wynikał z kiepskiego surowca i ewentualnie błędów technologicznych (np. wysoka kwasowość lotna). Wręcz przeciwnie, silniejsze siarkowanie mogłoby w takim przypadku zapobiec niektórym wadom końcowego produktu.

## Cena
Średnia cena tego typu wina plasuje się w okolicach kilku zł za 0,75 l butelkę zwrotną. Wiele firm produkujących tanie wina owocowe, by zmniejszyć koszty produkcji pakuje swoje wyroby w różnego rodzaju kartoniki, butelki plastikowe lub woreczki foliowe podobne do tych, w które pakowane jest mleko czy opakowania przypominające „dzbanki rodzinne” jogurtów (jak ecolean Ostrowinu). Także zamknięcie tanich win owocowych różni się od win markowych, często są to metalowe kapsle lub korki wykonane z plastiku.

## W kulturze masowej

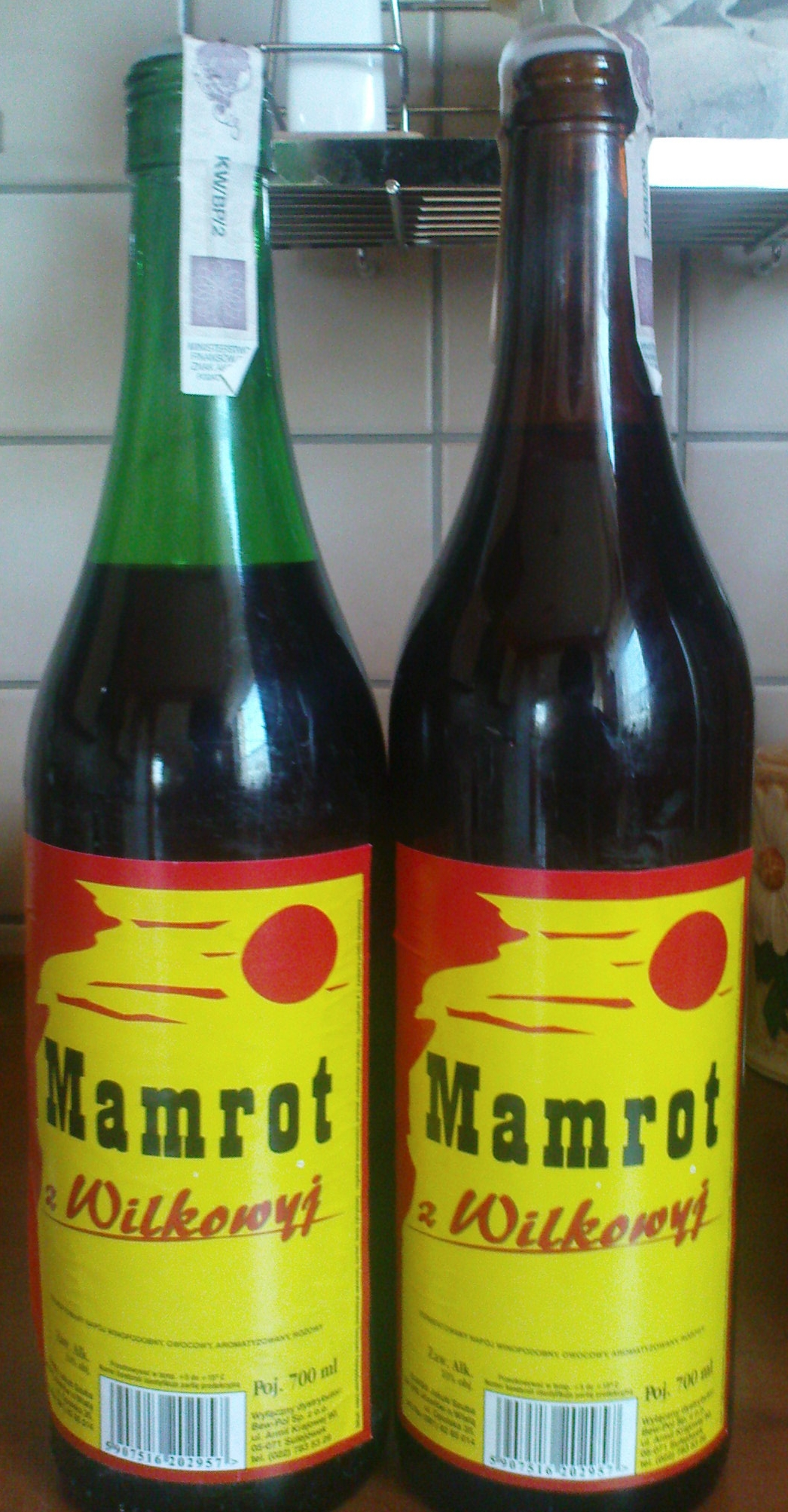
Wino Mamrot wzorowane na tanim winie z serialu Ranczo

### Muzyka
- 220 V – utwór zespołu El Doopa
- Autobiografia – jeden z najbardziej znanych utworów zespołu Perfect:
Alpagi łyk
I dyskusje po świt
Niecierpliwy w nas ciskał się duch
- Dzień Wagarowicza – utwór zespołu Zabili Mi Żółwia z płyty Akt I
- Gdzie tak biegniecie bracia – utwór zespołu Kombi:
Bełta parzący smak, oczu błysk, gniewu błysk
- Guma – utwór zespołu Big Cyc:
Jacek i Agatka poznali się w szkole
Ona była dobra z matmy, a on pił jabole
- Jabol punk, Jabolowe ofiary – utwory zespołu KSU z płyty Pod prąd
- Jabol '87 – utwór zespołu Nauka o Gównie
- Piosenka Jabole z albumu Jabole grupy Dr. Huckenbush z 2005 roku
- Kwiat Jabłoni – utwór zespołu Trash Budda:
Cena jest przystępna dla wszystkich
Nie to co tam taka whisky
Robotnicy i rolnicy
Kwiat Jabłoni piją wszyscy

Piosenka ta dała nazwę zespołowi Kwiat Jabłoni.
- Piosenka Rzuć jakieś drobne na wino zespołu Brudne Dzieci Sida:
Gdy go spotkałem na Folk Fest on do mnie tak nawinął
„Mam ksywę Jabol, wiesz jak jest, rzuć jakieś drobne na wino!”
- SO2 – utwór zespołu Zielone Żabki
- Acid Drinkers – polski zespół thrashmetalowy o nazwie będącej swobodnym tłumaczeniem na język angielski słów „Spożywający Jabole” lub „Kwasożłopy”
- Czysta miłość – utwór rapera Słonia:

### Film
- Arizona – film dokumentalny Ewy Borzęckiej z 1997 roku, przedstawiający życie ludzi w popegeerowskiej wsi
- Pieniądze to nie wszystko – komedia Juliusza Machulskiego z 2000 roku
- Ranczo i słynny z tego serialu „Mamrot” – typowy przykład taniego wina
- Scena w Seksmisji, podczas której Maks ogłasza „Hej! Nasi tu byli!” po znalezieniu pustej butelki po winie marki „Wino” w 2044 r.
- Skazany na bluesa – polski film fabularny w reżyserii Jana Kidawy-Błońskiego, w którym główny bohater bierze udział w piciu jabola na czas

### Literatura
- Ludwik Jerzy Kern, Jabcok (Przekrój nr 962 z 15 IX 1963 r.) ,
- Bohaterowie sagi o Jakubie Wędrowyczu autora Andrzeja Pilipiuka często piją ''Prytę truskawkową'',
- Siekierezada – powieść Edwarda Stachury z 1971 roku:
Przed wyjściem na zabawę napełniłem butelkę po lemoniadzie, co mi służyła za manierkę, nie herbatą, bo nie szedłem na zrąb, lecz bimbrem, bo szedłem na zabawę i po co zacz tracić walutę przy bufecie, w którym zresztą na pewno nie będzie gorzały, żeby się bractwo niby-nie-popiło, jeno będą wina cieniutkim patykiem pisane, la patik, jak my je nie wiadomo dlaczego z francuska nazywali, a dla pań będzie słodka malaga – wino gestapowskie.